# 마르셀 그로스만
마르셀 그로스만(Marcel Grossmann, 1878년 4월 9일 – 1936년 9월 7일)은 스위스 수학자이다. 기하학자였으며, 일반 상대론은 미분 기하학을 바탕으로 서술됨이 적절하다고 제안하여 일반 상대론 발전에 기여했다. 알베르트 아인슈타인의 친구이자 동문이기도 하다. 그로스만의 가족은 취리히에서 온 오래된 스위스 그의 아버지는 섬유 공장을 운영했다. 그는 취리히에 있는 연방 폴리테크닉 학교(오늘날 ETH 취리히)의 수학 교수가 되었으며 도법 기하학을 전문으로 한다.

## 직업
1900년에 그로스만은 취히리 연방 공과대학교(ETH)을 졸업하고 기하학자 윌리엄 페들러의 조수가 되었다. 그는 비유클리드 기하학에 대한 연구를 계속했고 그 후 7년 동안 고등학교에서 가르쳤다. 1902년 취리히 대학교에서 Ueber die metrischen Eigenschaften kollinearer Gebilde라는 논문으로 페들러를 지도교수로 하여 박사 학위를 받았다. 1907년에 그는 Federal Polytechnic School의 도법 기하학 정교수로 임명되었다.
기하학 교수로서 그로스만은 고등학교 교사를 위한 여름 강좌를 조직했다. 1910년에 그는 스위스 수학회의 창립자 중 한 명이 되었다. 그는 1912년 영국 케임브리지와 1920년 스트라스부르 국제 수학자 회의 초청 연사였다.

### 알버트 아인슈타인과의 협업
알베르트 아인슈타인과 그로스만과의 우정은 취리히에서 학창 시절을 보내면서 시작되었다. Federal Polytechnic School에서 그로스만의 신중하고 완전한 강의 노트는 많은 강의를 놓친 아인슈타인에게 많은 도움이 되었다. 그로스만의 아버지는 아인슈타인이 베른에 있는 스위스 특허청에서 일자리를 얻도록 도왔고 아인슈타인을 프라하에서 취리히 폴리테크닉의 물리학 교수로 데려오는 협상을 도운 것도 그로스만이었다. 그로스만은 주로 미분 기하학과 텐서 미적분학을 연구했다. 나중에서야 알려진 사실이지만, 마침 이 수학 분야는 기하학적 중력 이론을 전개하는데 아주 적합한 수학이였다. 따라서 아인슈타인이 그로스만과 협력하는 것은 자연스러운 일이었다.
아인슈타인의 일반 상대성 이론의 발전에 필요한 수학인 리만 기하학이라는 비유클리드 기하학을 알려주고 그 중요성을 아인슈타인에게 강조한 사람이 바로 그로스만이었다. 아인슈타인에 관한 아브라함 파이스의 책은 그로스만이 텐서 이론에서도 아인슈타인을 멘토링했다고 서술한다. 그로스만은 엘빈 브루노 크리스토펠이 시작하고 그레고리오 리치-쿠르바스트로와 툴리오 레비-치비타가 완성한 절대 미적분학(미분기하학)을 아인슈타인에게 소개했다. 그로스만은 오늘날에도 여전히 가장 우아하고 강력한 중력 이론이자 미분 기하학의 가장 극적인 응용 중 하나로 여겨지는 일반상대론의 완성에 촉진을 가했다. 아인슈타인과 그로스만의 공동 작업으로 1913년에 출판된 "일반화된 상대성 이론 및 중력 이론 개요"라는 획기적인 논문이 탄생했다. 이 논문은 아인슈타인의 중력 이론을 확립한 두 개의 기본 논문 중 하나였다.

## 죽음
그로스만은 1936년 다발성 경화증으로 사망했다. 상대론 학자 커뮤니티는 3년마다 마르셀 그로스만 학회를 조직하여 물리학에 대한 그로스만의 공헌을 기념한다.

## 유산
국제 상대론적 천체물리학 센터에서 마르셀 그로스만 상을 수여한다. 각 수상인은 예술가 A. Pierelli의 TEST 조각품의 은주물을 받는다. 매년 한 기관과 2~6명의 학자들이 선정된다. 과거 기관 수상자로는 Planck Scientific Collaboration(ESA), AlbaNova University Center, Institut des Hautes Etudes Scientifique(IHES)등이 있다. 과거 개인 수상자는 야우싱퉁, 리정다오, 크리스틴 요네스 포먼 및 스티븐 호킹이 있다.

## 같이 보기
- 일반 상대성 이론의 역사
- 일반 상대성론의 수학적 형식화
- 준 리만 기하학

## 참고 문헌
- Pais, Abraham (1982). 《Subtle is the Lord: The Science and the Life of Albert Einstein》. Oxford: Oxford University Press. ISBN 0-19-853907-X.
- Einstein, A.; Grossmann, M. (1913). “Entwurf einer verallgemeinerten Relativitätstheorie und einer Theorie der Gravitation” [Outline of a Generalized Theory of Relativity and of a Theory of Gravitation]. 《Zeitschrift für Mathematik und Physik》 62: 225–261. English translate
- Einstein, A.; Grossmann, M. (1914). “Kovarianzeigenschaften der Feldgleichungen der auf die verallgemeinerte Relativitätstheorie gegründeten Gravitationstheorie” [Covariance Properties of the Field Equations of the Theory of Gravitation Based on the Generalized Theory of Relativity]. 《Zeitschrift für Mathematik und Physik》 63: 215–225. Bibcode:1914ZMP....63..215E.
- Graf-Grossmann, Claudia, with T. Sauer, Marcel Grossmann: Aus Liebe zur Mathematik, Römerhof-Verlag, Zürich, 2015, ISBN 978-3-905894-32-5
- T. Sauer, ''Marcel Grossmann's contribution to the general theory of relativity'', in: ''Proceedings of the 13th Marcel Grossmann meeting on Recent Developments in Theoretical and Experimental General Relativity, Astrophysics and Relativistic Field Theories'', July 2012. Edited by Robert T. Jantzen, Kjell Rosquist, Remo Ruffini. World Scientific, 2015, pp. 456–503.(http://arxiv.org/abs/1312.4068)
- Graf-Grossmann, Claudia, with T. Sauer, English translation by William D. Brewer, ´´Marcel Grossmann: For the Love of Mathematics´´, Springer Biographies, 2018, ISBN 3319900765, ISBN 978-3319900766